# Lejre Kommune
Lejre Kommune ist eine dänische Kommune auf der Insel Seeland. Sie entstand am 1. Januar 2007 im Zuge der Kommunalreform durch Vereinigung der „alten“ Lejre Kommune (88,17 km²) mit den bisherigen Kommunen Bramsnæs (79,88 km²) und Hvalsø (72,02 km²), alle vorher zum Roskilde Amt gehörig.
Lejre Kommune besitzt eine Gesamtbevölkerung von 28.930 Einwohnern (Stand 1. Januar 2023) und eine Fläche von 238,90 km². Sie ist Teil der Region Sjælland. Der Sitz der Verwaltung ist in Kirke Hvalsø.

## Kirchspielsgemeinden und Ortschaften in der Kommune
In der Lejre Kommune liegen die folgenden Kirchspielsgemeinden (dän.: Sogn) und Ortschaften mit über 200 Einwohnern (byer nach Definition der dänischen Statistikbehörde); Einwohnerzahl am 1. Januar 2023:
| Nr. | Kirchspiel          | Einwohner | Ortschaft                          | Einwohner     |
| --- | ------------------- | --------- | ---------------------------------- | ------------- |
| 13  | Allerslev Sogn      | 1.686     |                                    |               |
| 03  | Gershøj Sogn        | 504       | Gershøj                            | 694           |
| 09  | Gevninge Sogn       | 2.050     | Gevninge                           | 1.652         |
| 15  | Glim Sogn           | 1.133     | Øm                                 | 455           |
| 06  | Herslev Sogn        | 640       | Herslev                            | 228           |
| 11  | Kirke Hvalsø Sogn   | 4.864     | Kirke Hvalsø                       | 4.340         |
| 01  | Kirke Hyllinge Sogn | 3.234     | Kirke Hyllinge Kyndeløse Sydmark   | 2.397 537     |
| 07  | Kirke Sonnerup Sogn | 1.441     | Englerup Kirke Sonnerup            | 285 916       |
| 08  | Kirke Saaby Sogn    | 2.807     | Kirke Såby Torkilstrup Vester Såby | 1.665 245 455 |
| 12  | Kisserup Sogn       | 242       |                                    |               |
| 10  | Kornerup Sogn       | 238       |                                    |               |
| 05  | Lyndby Sogn         | 1.123     | Lyndby                             | 561           |
| 17  | Osted Sogn          | 2.750     | Osted                              | 2.241         |
| 14  | Rorup Sogn          | 1.891     | Lejre                              | 3.097         |
| 04  | Rye Sogn            | 2.656     | Ejby                               | 1.988         |
| 02  | Sæby Sogn           | 1.049     | Sæby                               | 332           |
| 16  | Særløse Sogn        | 579       |                                    |               |

1. ↑  Die Ortschaft Kyndeløse Sydmark liegt teilweise auf dem Gebiet des Rye Sogn.
2. ↑  Die Stadt Lejre erstreckt sich über Allerslev Sogn und Rorup Sogn.